# Miguel Ángel Garduño
Miguel Ángel Garduño Pérez (Ciudad de México, México; 26 de abril de 1991) es un futbolista mexicano. Jugara como defensa en Las Vegas Lights FC, de la United Soccer League.

## Clubes
|  | Club                         | País           | Año             |
|  | ---------------------------- | -------------- | --------------- |
|  | Club Universidad Nacional    | México         | 2008-2010       |
|  | Club Tijuana Xoloitzcuintles | México         | 2011-2012       |
|  | Club de Fútbol Mérida        | México         | 2012 - 2013     |
|  | Atlético Coatzacoalcos       | México         | 2013 - 2014     |
|  | Dorados de Sinaloa           | México         | 2014            |
|  | Reynosa FC                   | México         | 2015 - 2016     |
|  | Las Vegas Lights FC          | Estados Unidos | 2018 - Presente |

## Palmarés

### Campeonatos nacionales
| Título                             | Club                   | País   | Año  |
| ---------------------------------- | ---------------------- | ------ | ---- |
| Segunda División de México         | Atlético Coatzacoalcos | México | 2014 |
| Campeonato de Ascenso Liga Premier | Atlético Coatzacoalcos | México | 2014 |

### Otras
| Título            | Club               | País   | Año  |
| ----------------- | ------------------ | ------ | ---- |
| Copa Tijuana 2014 | Dorados de Sinaloa | México | 2014 |